# برای همیشه ۱
برای همیشه ۱ (انگلیسی: Forever 1) هفتمین آلبوم استودیویی کره‌ای زبان و در کل دهمین آلبوم گروه دخترانهٔ کره‌ای گرلز جنریشن است. این آلبوم در ۵ اوت ۲۰۲۲ به صورت دیجیتالی و در ۸ اوت ۲۰۲۲ به صورت فیزیکی توسط اس‌ام انترتینمنت برای بزرگداشت پانزدهمین سالگرد آغاز به کار گروه از سال ۲۰۰۷، منتشر شد. این آلبوم اولین اثر موسیقی گروه در پنج سال گذشته و پس از آلبوم شب تعطیلات (۲۰۱۷) است. برای همیشه ۱ شامل ده قطعه و تک‌آهنگ آغازین آن با همین نام است.

## پیش‌زمینه و انتشار
در ۱۷ مه ۲۰۲۲، اس‌ام انترتینمنت گزارش کرد که گرلز جنریشن در پانزدهمین سالگرد آغاز به کار خود با یک آلبوم جدید در ماه اوت برمی‌گردد و به وقفهٔ پنج ساله پایان می‌دهد.